# Провинция Зара
Провинция Зара (итал. Provincia di Zara) на протяжении большей части своей истории представляла собой небольшой, но густонаселённый полуэксклав Италии, существовавший де-юре с 12 ноября 1920 года по 10 февраля 1947 года.

## География
В 1920—1940 годах общая площадь этой территории была весьма небольшой — всего 120 км². Самая маленькая на тот момент провинция Италии делилась всего на две коммуны: континентальный город Зара (Задар) с прилегающими деревнями площадью 55 км² и довольно удалённый от него архипелаг в Адриатическом море площадью 65 км², состоявший из четырёх островов, крупнейшим из которых была Лагоста (Ластово). 

## Население
По переписи 1936 года в коммуне Зара проживало 22 844 человека, на островах насчитывалось ещё 2458 жителей. В конце 1930-х — начале 1940-х провинция стала последним пристанищем для итальянских беженцев и переселенцев со всей Далмации: к 1941 году население Зары достигло порядка 25 000 жителей, а её плотность стала одной из самых высоких в Италии (230 чел./км²). Несмотря на политику итальянизации, на территории провинции продолжало сохраняться и славяноязычное меньшинство, которое составляло большинство населения в островной коммуне Лагоста (93 % в 1920 и 62 % в 1940 году).

## Расширение и расформирование
В 1941—1944 годах, заручившись поддержкой Германии, итальянские фашисты смогли временно расширить территорию полуэксклава до 3 179 км² за счёт Хорватии, создав Губернаторство Далмация. Население провинции Зара увеличилось в 10 раз, достигнув 211 900 жителей. Но в результате бомбардировок антифашистских сил Задар был разрушен на 90 %, а большинство местных итальянцев либо погибло, либо бежало в Италию. В конце 1944 года город заняли югославские войска Тито. В 1947 году провинция была официально включена в состав Югославии.